# Province d'Oudomxay

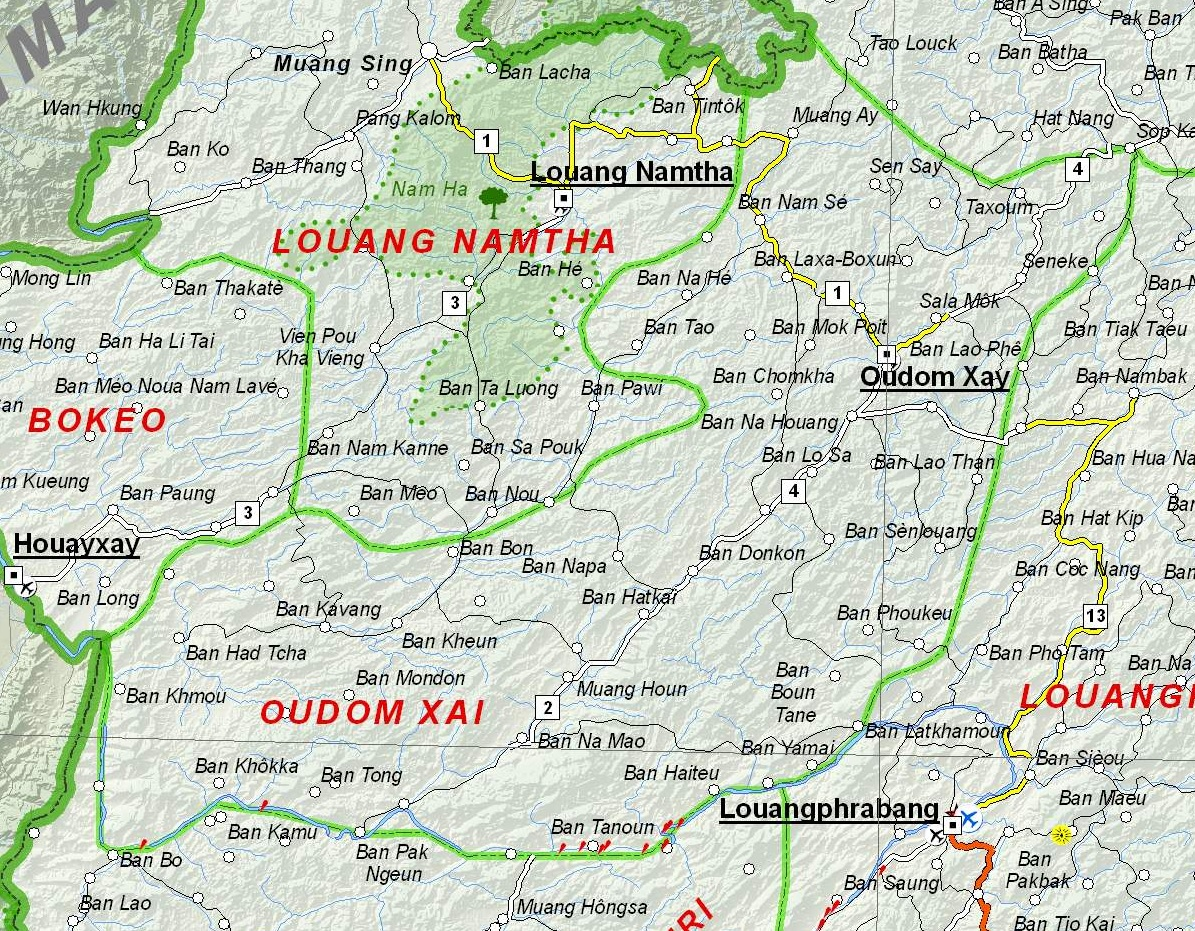
Carte de la province

La province d'Oudomxay (Oudom Xay, en lao : ອຸດົມໄຊ) est une province du Nord-Ouest du Laos. Sa population est de 307 622 habitants et sa capitale est Muang Xay. Les habitants de cette région très montagneuse vivent principalement de l'agriculture (riz, maïs…).

## Histoire
D'après les livres d'histoire locaux, les premières personnes qui se sont installées à Oudomxay vers l'année 700 étaient de l'ethnie Khom (aussi appelée Khmu). Vers 1260, des Lao Ly sont venus de la région de Sipsongpanna dans le Sud de la Chine et ont construit un village appelé Ban Luang Cheng (« grand village » ou « grand district ») à l'endroit où se trouve la capitale provinciale actuelle Muang Xay. L'ancien village Lao Ly fait maintenant partie de Muang Xaya et est appelé Bang Cheng.
La culture Ly, marquée par le bouddhisme d'une part et par les anciennes traditions Khom d'autre part, s'est développée et est devenue très influente dans la région. Les Khom et les Ly vivaient ensemble et partageaient les mêmes rizières. Pour se protéger, ils ont construit des fortifications entre les villages de Na Sao et Na Lai. Vers 1828, des tribus Hmong venant de Chine ont commencé à s'établir à Oudomxay. La province moderne a été créée en 1961 quand elle a été séparée de Luang Prabang. En 1987, la capitale de la province a été déplacée de Ban Nahin à Muang Xay. Les districts de Paktha et de Pha Oudom, situés dans l'Ouest, ont été réattribués à la province de Bokeo en 1992. Depuis cette date, la province d'Oudomxay n'est plus frontalière de la Thaïlande,.

## Géographie
La province d'Oudomxay a une surface de 15 370 km2. Elle est frontalière de la Chine (Xian de Mengla, à l'extrême nord) sur 15 kilomètres puis, dans le sens des aiguilles d'une montre, de la province de Phongsaly au nord-est, de la province de Luang Prabang à l'est, de la province de Sayaboury (dont elle est séparée par le Mékong) au sud, de la province de Bokeo à l'ouest et de la province de Luang Namtha au nord-ouest.

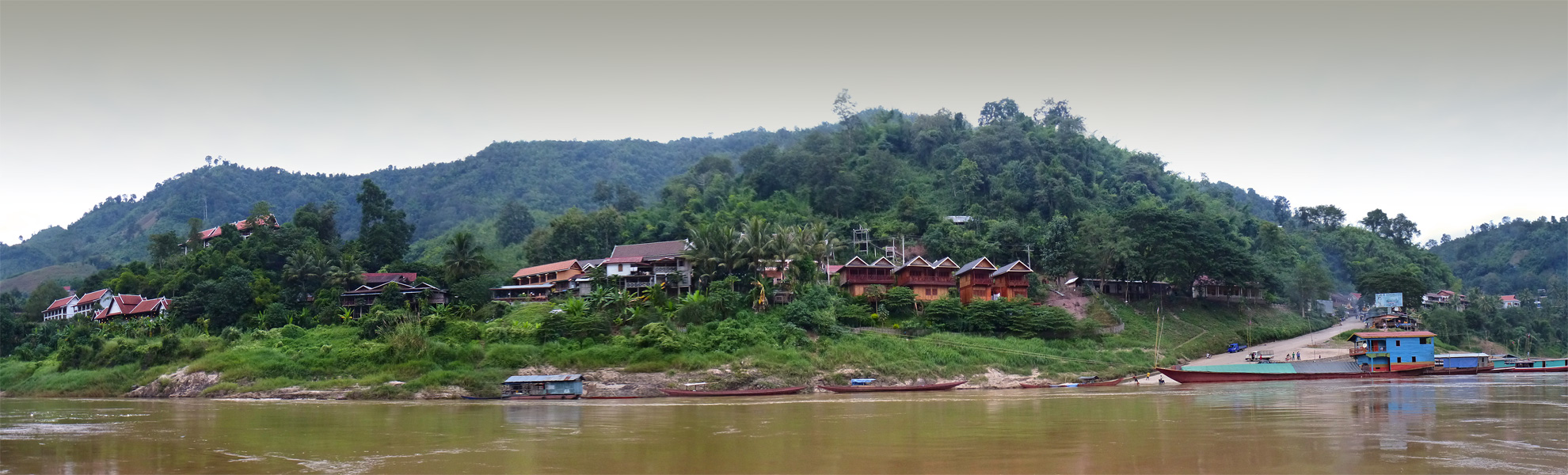
Pak Beng vu depuis le Mékong.

La province d'Oudomxay est très montagneuse. L'altitude varie entre 300 et 1 800 mètres. Environ 60 rivières coulent dans la province, par exemple la Nam Phak, la Nam Sae, la Nam Beng, la Nam Kor et la Nam Nga. La Nam Kor traverse la capitale provinciale Muang Xay. La province a un climat modéré de mousson tropicale. Les précipitations annuelles vont de 1900 à 2 600 mm. Les températures en février et en mars sont de 18 à 19 degrés en moyenne alors que d'avril à mai elles grimpent au-dessus de 31 degrés. À cause des altitudes élevées, les variations de températures dans l'année sont plus fortes dans le nord du Laos que dans le reste du pays et la saison sèche y est plus froide.

## Zones naturelles protégées
La zone importante pour la conservation des oiseaux (ZICO) du Haut Mékong laotien a une surface de 10 980 hectares. Elle s'étend sur les provinces d'Oudomxai, Bokeo et Sainyabuli. Son altitude va de 300 à 400 mètres. Ses caractéristiques topographiques incluent des chenals fluviaux, des lits exposés, des bancs de sable, des bancs de sable et de graviers, des îles, des éperons rocheux, des buissons et des cours d'eau en tresses. On y trouve notamment des sternes à ventre noir, des grands cormorans, des vanneaux à tête grise, des vanneaux pie, des tariers de Jerdon, des hirondelles paludicoles, des glaréoles lactées et des oies cygnoïdes.
La végétation de la province est riche grâce à son climat de mousson. Plusieurs espèces de bambous et de nombreuses plantes (par exemple des orchidées) sont présentes dans la région. Des arbres au bois dur comme le teck et l'acajou poussent également à Oudomxay et représentent d'importantes sources de revenus pour la population.

## Divisions administratives
La province est découpée en 7 muangs (ou districts) :
| Carte | Code                 | Nom        | Nom lao | Population (2015) |
| ----- | -------------------- | ---------- | ------- | ----------------- |
|       |                      |            |         |                   |
| 04-01 | District de Xay      | ເມືອງໄຊ     | 79 535  |                   |
| 04-02 | District de La       | ເມືອງຫຼາ     | 17 173  |                   |
| 04-03 | District de Na Mo    | ເມືອງນາໝໍ້    | 38 826  |                   |
| 04-04 | District de Nga      | ເມືອງງາ     | 30 938  |                   |
| 04-05 | District de Beng     | ເມືອງແບ່ງ    | 37 491  |                   |
| 04-06 | District de Houne    | ເມືອງຮຸນ     | 74 254  |                   |
| 04-07 | District de Pak Beng | ເມືອງປາກແບ່ງ | 29 405  |                   |

## Démographie
En 2015, la province a une population de 307 622 habitants.
Les proportions des groupes ethniques de la province ne sont pas connues avec précision. D'après l'administration de la province, il y 60 à 80 % de Khmu (Khmu Lu, Khmu Khong, Khmu Am, Khmu Bit), 25 % de Lao Loum et 15 % de Hmong (Hmong Khao, Hmong Dam and Hmong lai). Les groupes ethniques minoritaires vivant dans la province sont les Akha, les Phouthai (Thai Dam et Thai Khao), les Phou Noy (Phou Xang, Phou Kongsat, Phou Nhot), les Lao Houy (ou Lenten), les Phouan, les Ly, les Yang, les Ikho et les Ho.

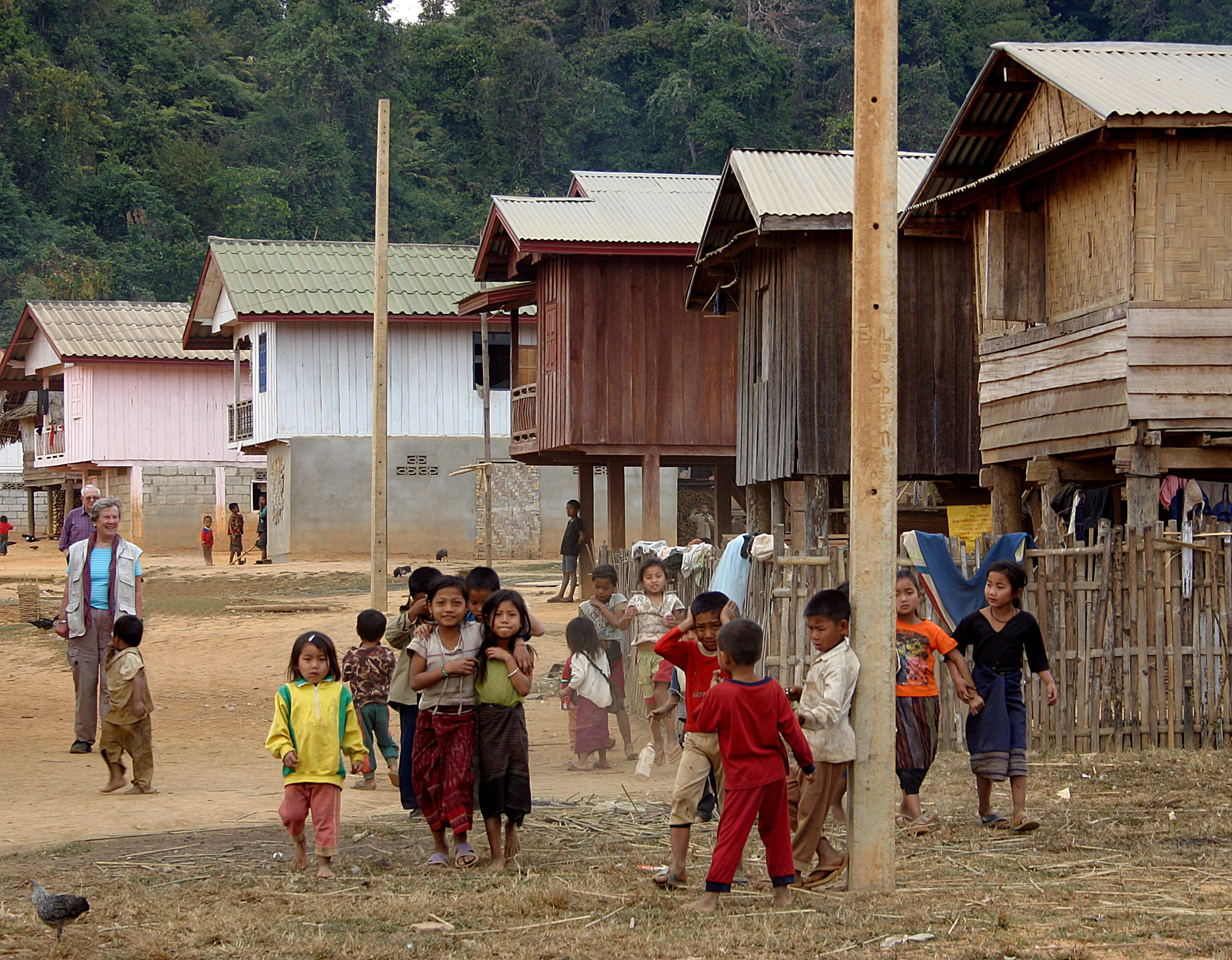
Khmu village Ban Ka Chait
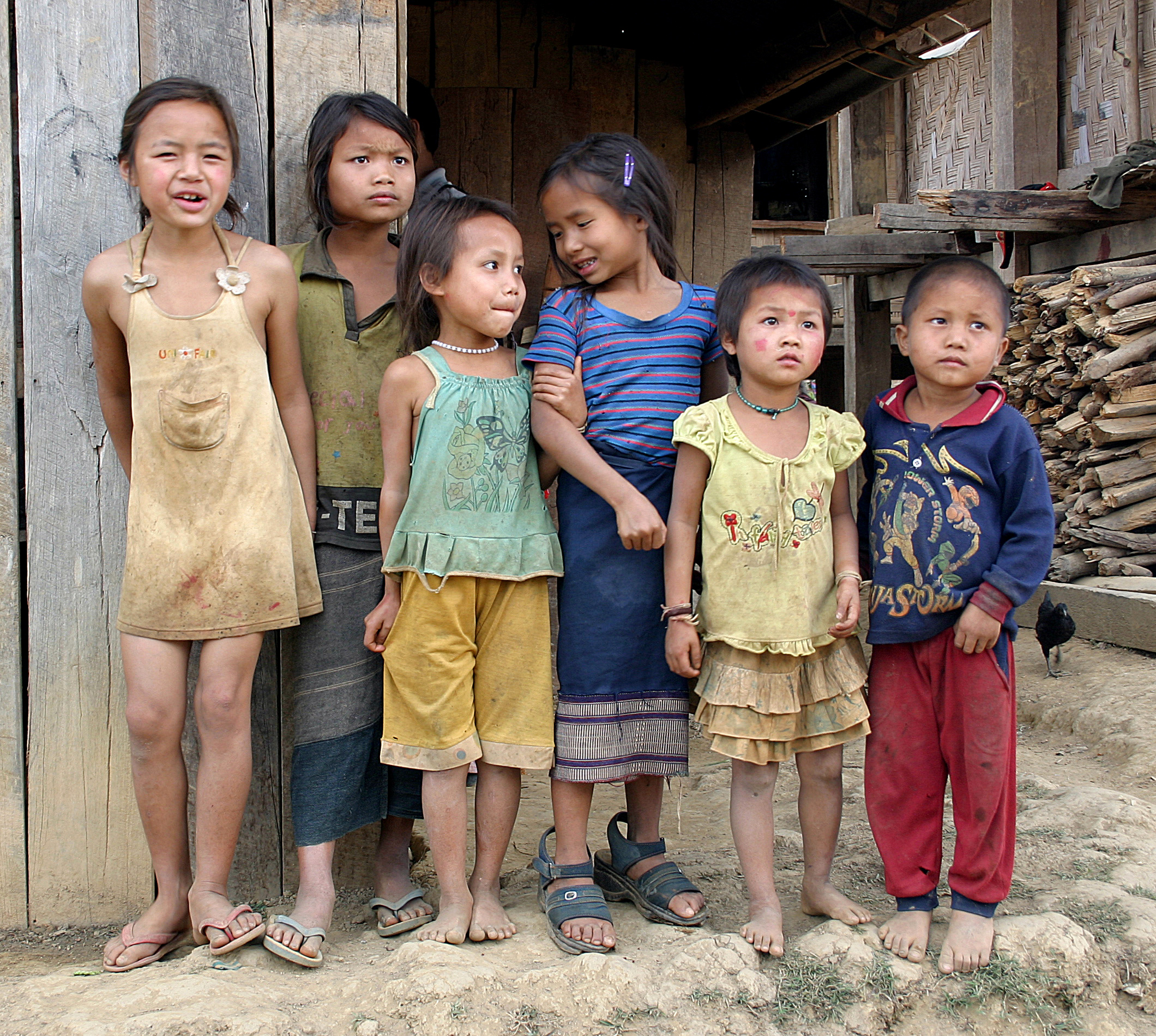
Khmu village Ban Ka Chait
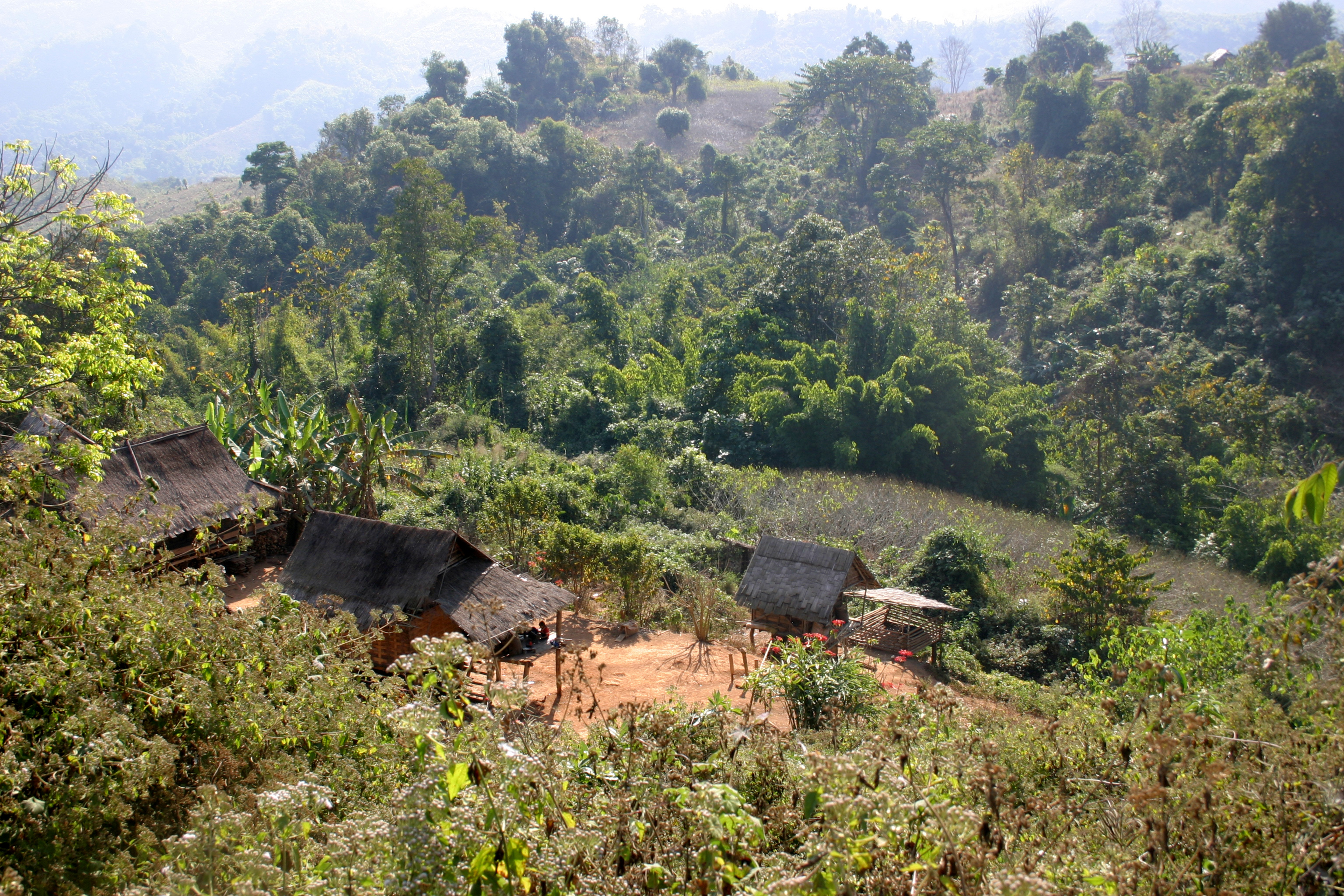
Khmu village Ban Keuocheb
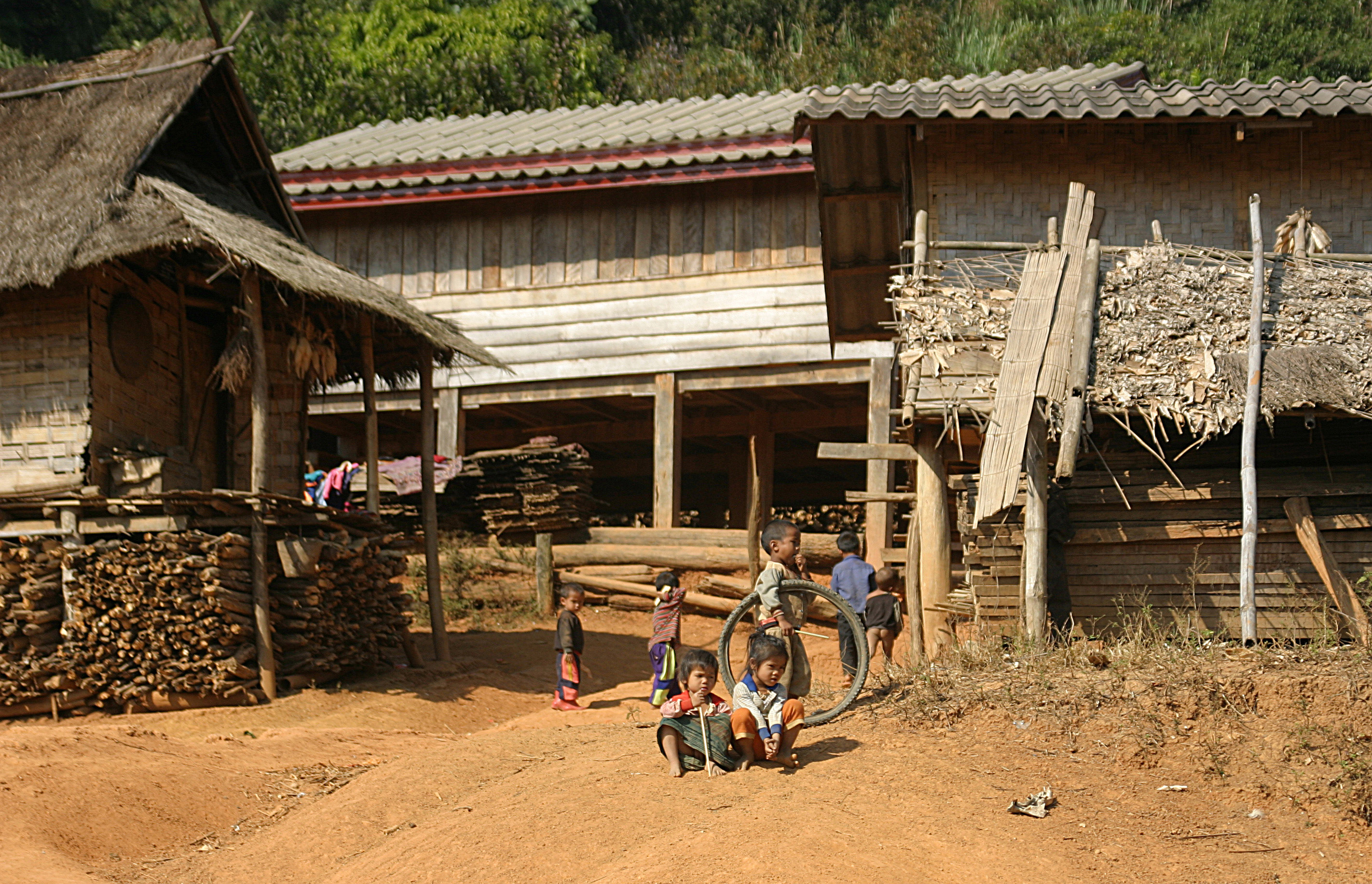
Khmu village Ban Keuocheb
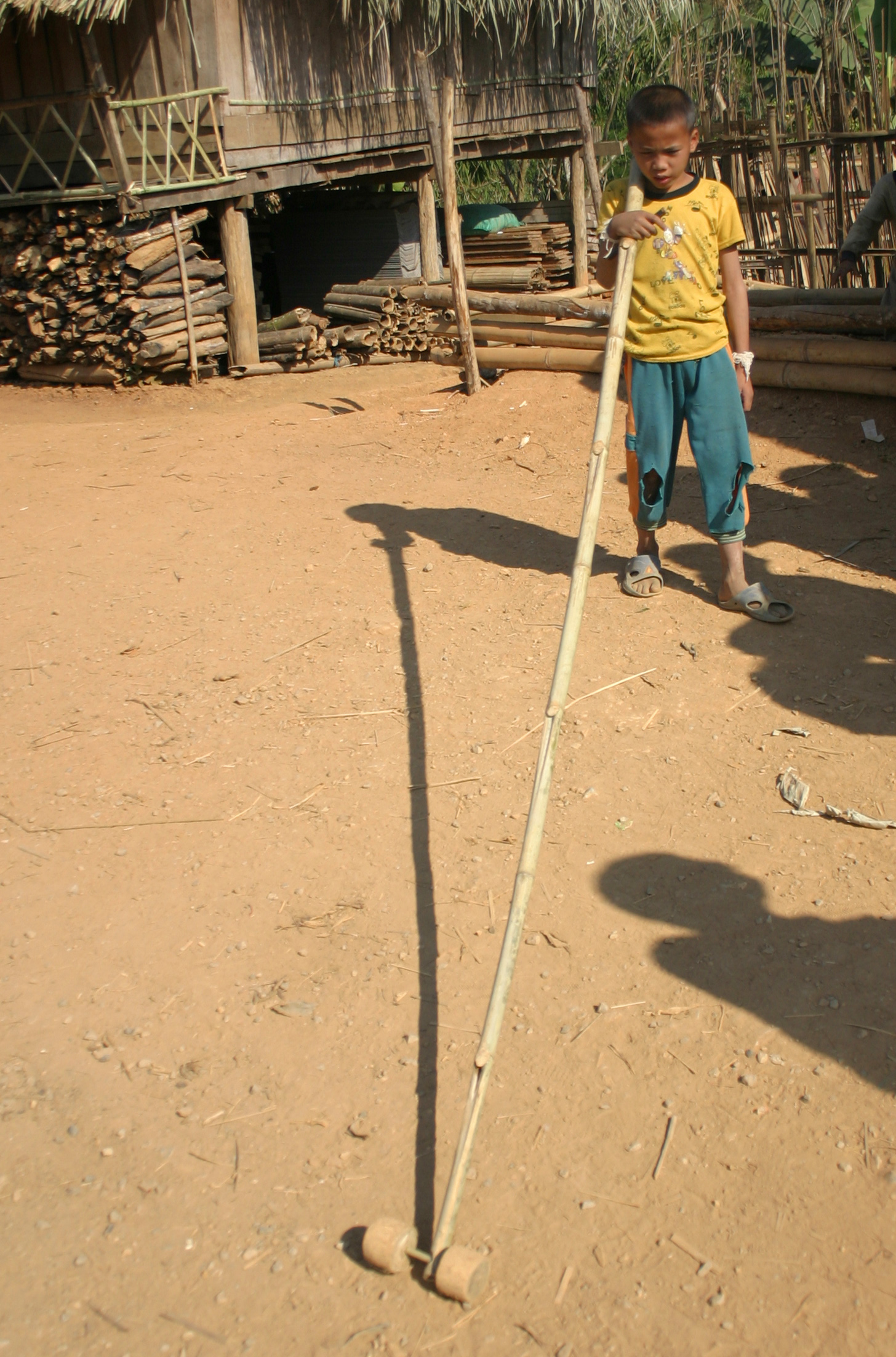
Khmu village Ban Keuocheb
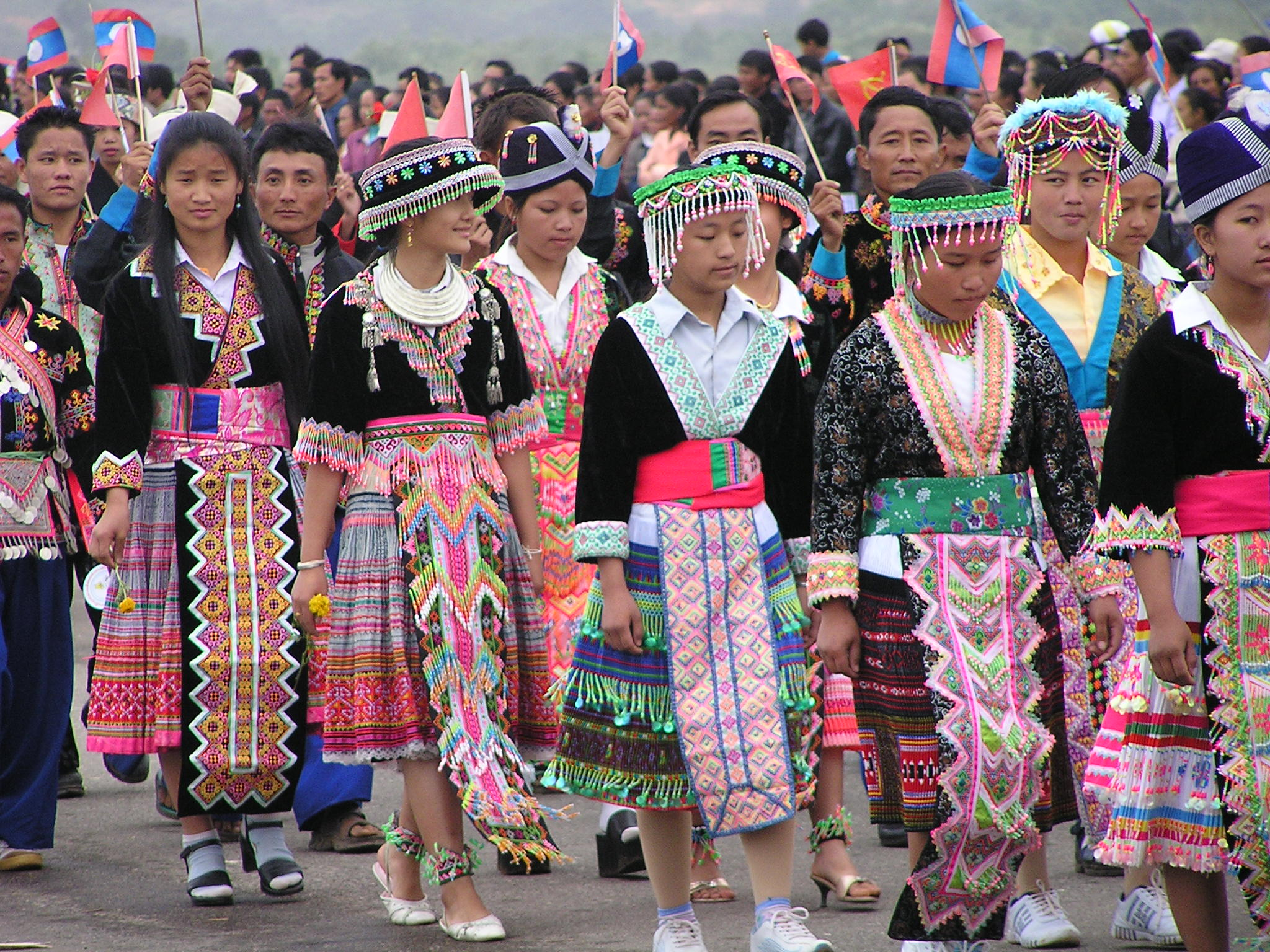
Hmong à Oudomxay
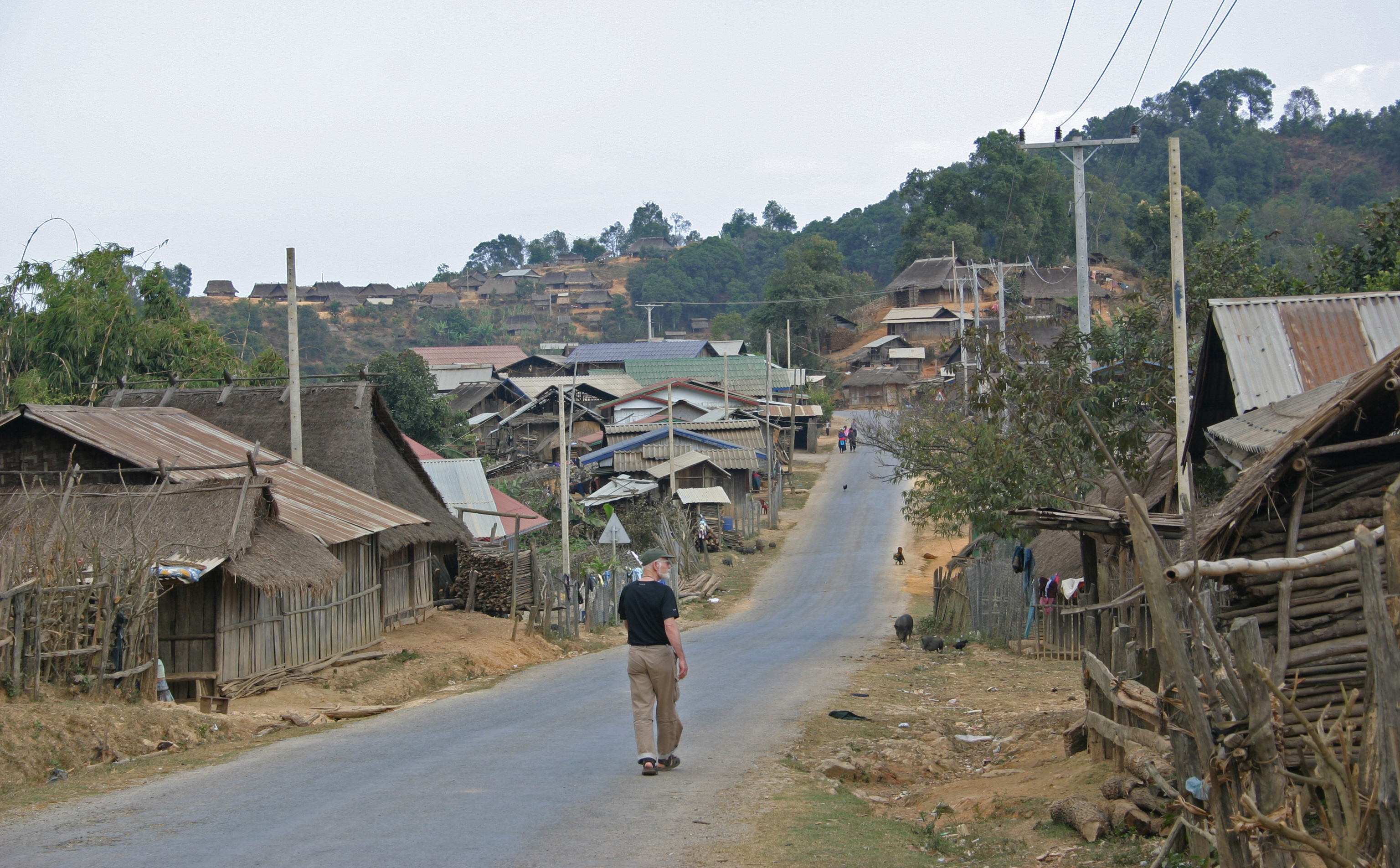
Hmong village Xong Ya
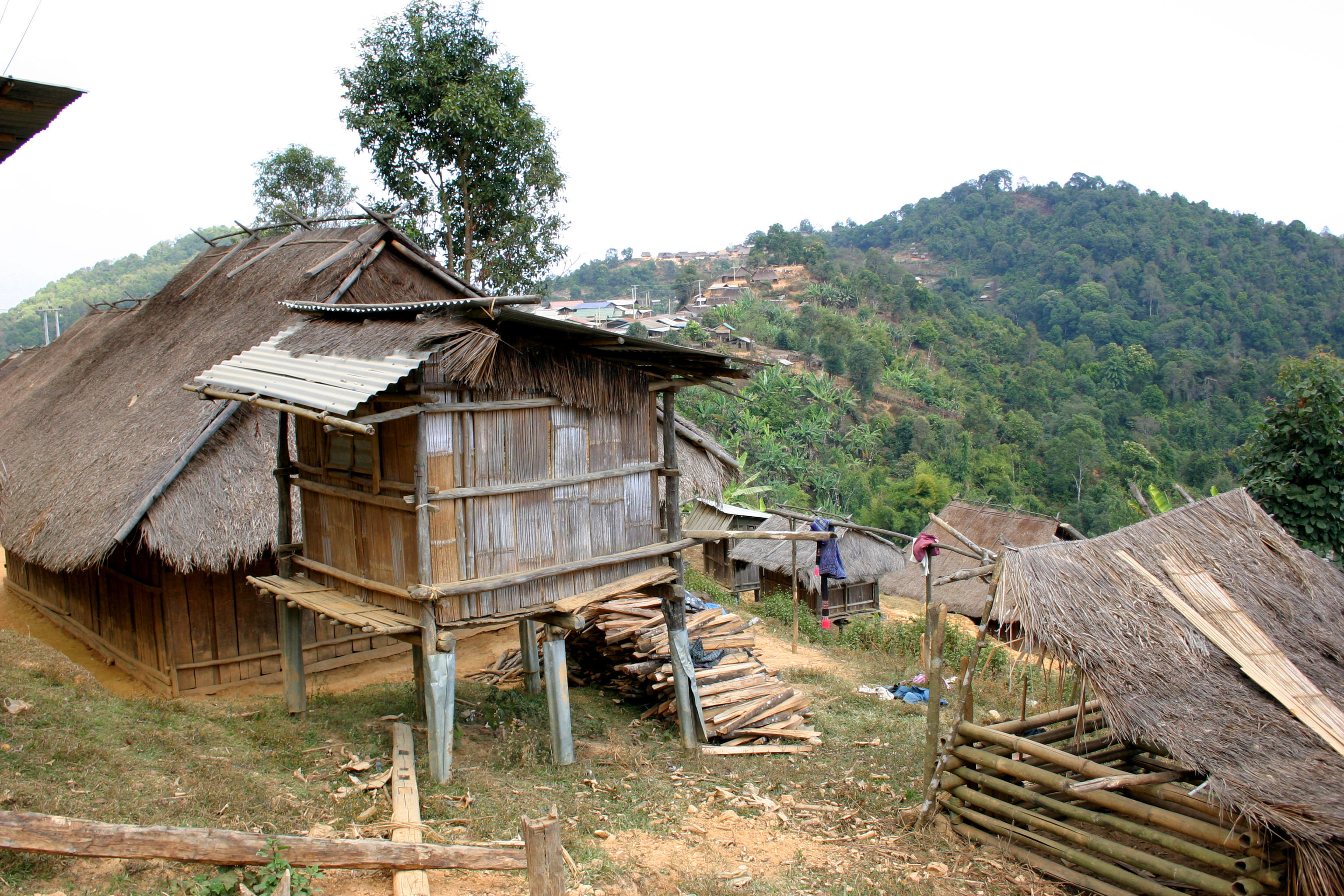
Hmong village Xong Ya
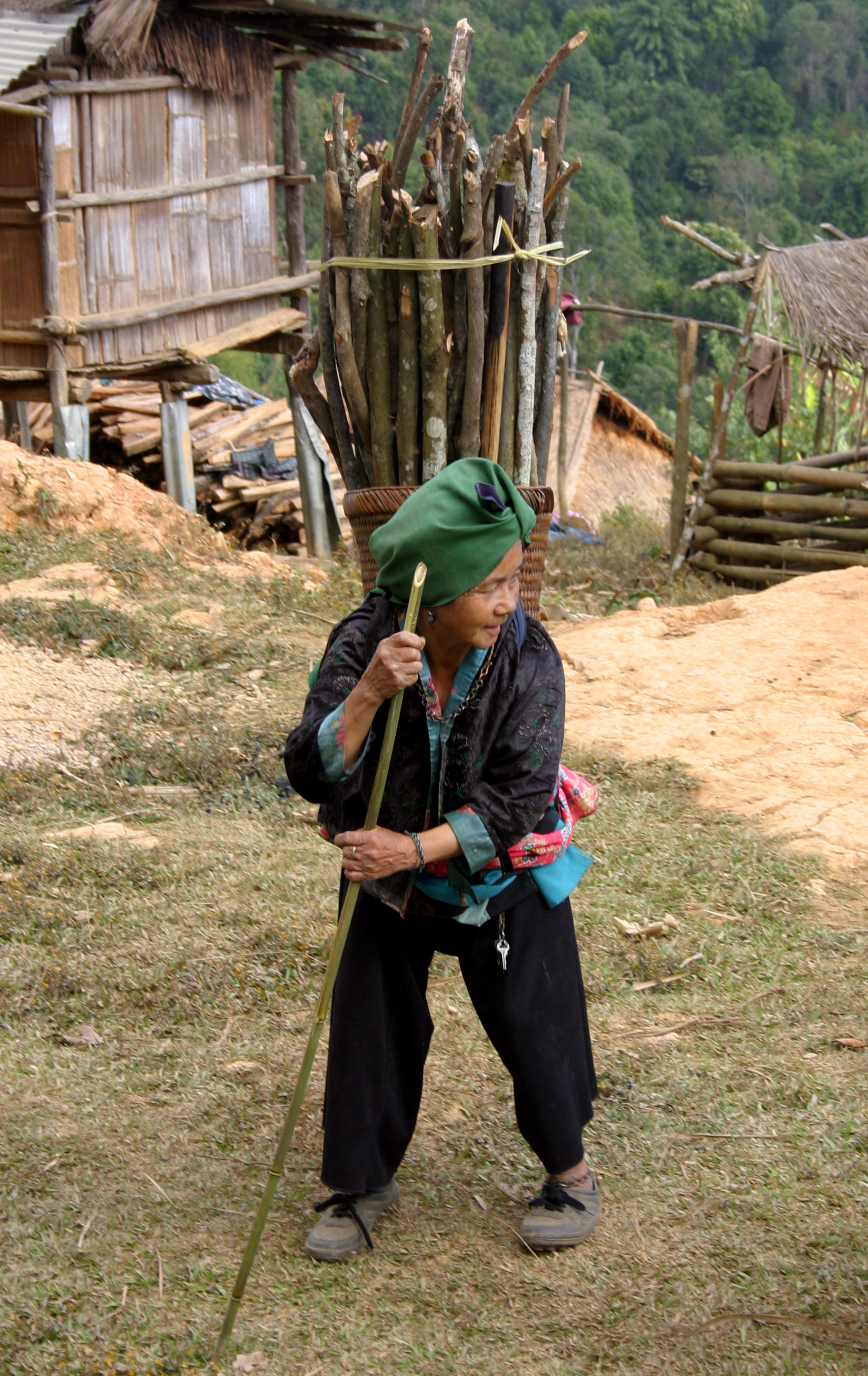
Hmong village Xong Ya

## Économie
Oudomxay contient des dépôts de sel, de bronze, de zinc, d'antimoine, de charbon brun, de kaolinite et de fer. Des tentatives de contrôler la culture du pavot dans la province ont été faites dans le cadre du Narcotics Crop Control Project lancé dans les années 1990 par les États-Unis. L'accessibilité très limitée des villages de montagne rend difficile le développement économique des régions rurales. Environ 40 000 hectares sont cultivés, la culture principale étant le riz.

### Agriculture
Dans la province d'Oudomxay, la plupart des habitants pratiquent l'agriculture de subsistence. À cause de la topographie montagneuse de la province, 45 % des villages dépendent de l'agriculture sur brûlis qui est souvent en lien avec la culture de riz. Cette forme d'agriculture demande beaucoup de travail et de grandes surfaces car le sol a besoin d'une longue période jusqu'à ce que sa productivité soit entièrement retrouvée. La culture du riz en rizière inondée est uniquement possible dans les plaines, qui sont rares dans la région. Seules quelques rizières dans les plaines sont équipées de systèmes d'irrigation artificielle. En plus du riz, les autres cultures importantes sont le maïs, le soja, les fruits, les légumes, le manioc, la canne à sucre, le tabac, le coton, le thé et les cacahuètes,. Environ 40 000 hectares de terres sont boisées ou utilisées comme prairies. L'élevage, principalement de buffles, de porcs, de bœufs et de poules, est un élément important de la vie des populations rurales. D'après les estimations de l'Union internationale pour la conservation de la nature, environ 12 % des forêts d'Oudomxay sont des forêts primaires et 48 % des forêts secondaires. Pour la population, les forêts ne fournissent pas seulement du bois mais contribuent aux revenus des familles grâce aux fruits, aux herbes et au gibier. Il arrive que les familles louent des terres cultivables à des Chinois et que des travailleurs saisonniers chinois viennent y travailler.

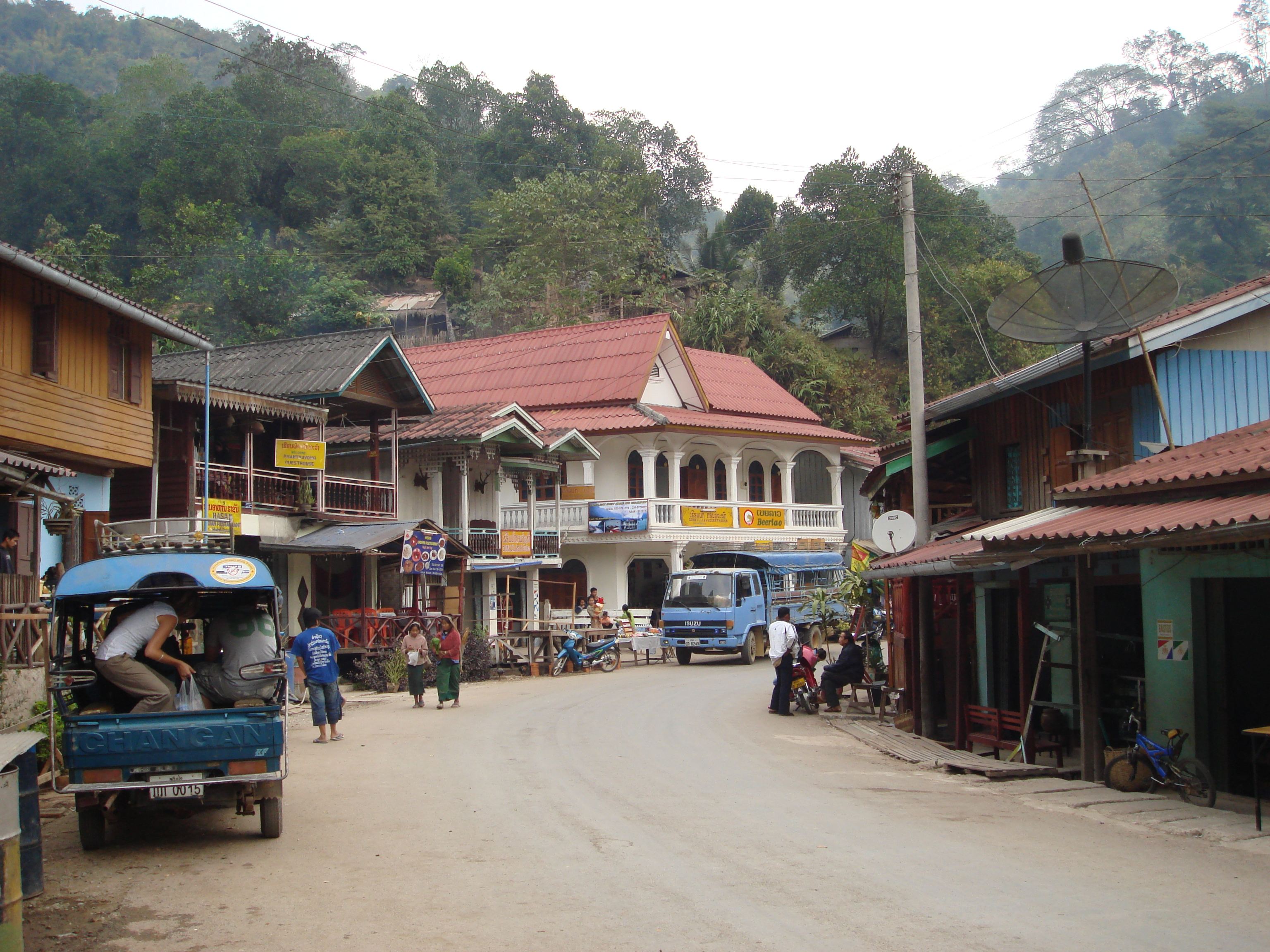
Le village de Pak Beng.

### Tourisme
Des efforts sont fournis depuis les années 1990 pour soutenir le tourisme, considéré comme un moyen de réduire la pauvreté de la population d'Oudomxay. L'office du tourisme mis en service en 1997 à Muang Xay reçoit le soutien du service du développement allemand (en) (DED) entre 2005 et 2010. Le soutien allemand a pour but d'augmenter les revenus de la population rurale et des petites entreprises principalement grâce au tourisme et de préserver ainsi les ressources naturelles. En août 2007, l'office du tourisme est devenu le « Département provincial du tourisme ». À cause de la situation d'Oudomxay au croisement routier le plus important du nord du Laos (la seule route vers le nord depuis Luang Prabang passe à Oudomxay), la province était principalement visitée par des touristes en transit. La durée de séjour moyenne était courte. D'après le Rapport statistique sur le tourisme au Laos 2008 publié par l'administration nationale du tourisme, le nombre de touristes annuels a augmenté d'environ 18 600 à 102 000 de 2001 à 2008. À cette date, la province disposait de huit hôtels et une cinquantaine de maisons d'hôtes pour la plupart situés dans la capitale provinciale Muang Xay et à la jonction routière de Pak Beng. En 2017, 71 597 touristes domestiques et 186 351 touristes internationaux ont visité la province. On y trouvait 19 hôtels et 88 maisons d'hôtes pour un total de 2 618 lits.

## Transports
La route nationale 13 part de la frontière chinoise à Boten (province de Luang Namtha) puis traverse la province d'Oudomxay en passant par Muang Xay et rejoint la province de Luang Prabang. La route 2E relie Muang Xay à la province de Phongsaly et la route 2W à celle de Sayaboury.
La province est également desservie par l'aéroport d'Oudomsay situé à Muang Xay.

## Lieux d’intérêt

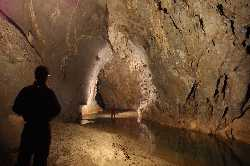
La grotte de Chom Ong.

Muang La est un site de pèlerinage important pour les bouddhistes Theravāda. Une image du Bouddha vieille de 400 ans qui s'y trouve est très vénérée,.
La grotte de Chom Ong est située à Ban Chom Ong à 45 kilomètres au nord-ouest de Muang Xay. Elle a été explorée en 2009, 2010 et 2011 sur une longueur de 18,4 kilomètres ce qui en fait la deuxième plus longue grotte du Laos et la neuvième en Asie du Sud-Est.